# Grzegorz Pastuszak (inżynier)
Grzegorz Pastuszak (ur. 30 kwietnia 1977 w Lubartowie) – polski inżynier, doktor habilitowany nauk technicznych, specjalizujący się w technikach multimedialnych. Profesor Wydziału Elektroniki i Technik Informacyjnych Politechniki Warszawskiej.
Absolwent liceum ogólnokształcącego w Lubartowie w 1996. Studia magisterskie ukończył w 2001 na Wydziale Elektroniki i Technik Informacyjnych Politechniki Warszawskiej. Stopień doktorski uzyskał w 2006 na podstawie pracy zatytułowanej Optymalizacja sprzętowych architektur koderów binarnych w kompresji danych wizyjnych, przygotowanej pod kierunkiem Władysława Skarbka i w tym samym roku rozpoczął pracę na Wydziale Elektroniki i Technik Informacyjnych PW na stanowisku adiunkta. W 2015 habilitował się, na podstawie cyklu artykułów pt. Algorytmy i architektury koderów sprzętowych w kompresji danych wizyjnych w czasie rzeczywistym. W swojej działalności naukowej skupił się na kompresji obrazów i sekwencji wideo oraz jej implementacji z użyciem układów FPGA. Publikował prace w czasopismach, takich jak „IEEE Transactions on circuits and systems for video technology”, „Opto-Electronics Review” czy  „Journal of Real-Time Image Processing”.